# 山本希望
山本希望（日语：／ Yamamoto Nozomi，1988年8月9日—），日本女性聲優。青森縣三澤市出身。

## 人物
- 有三個妹妹、一個弟弟的大家族長女，受家庭影響，小時候就喜歡動畫[1]。小學五年級時決定成為聲優。
- 憧憬的聲優是林原惠[2]。
- 家中經營農業，還在青森讀書時，休假日時都會幫忙。喜愛的動畫是《鎧傳》、《銀牙》、《聖鬥士星矢》這些上一世代的作品，這是受到身為動畫迷的雙親與伯母影響[1]。
- 2020年1月1日在個人推特上宣佈結婚的消息[3]。

## 作品
※主角及主要人物以粗體表示。

### 電視動畫
2011年
- UN-GO（海胜梨江）
- 圣痕炼金士Ⅱ（女学生B）
- 火影忍者疾風傳（小孩）
- 我的朋友很少（楠幸村）

2012年
- 钓球（绘里香）
- 女子落（防波亭手寅）
- 刀剑神域（夜子）
- 超譯百人一首戀歌（女房）
- K（淺間櫻）
- 女子高中生 & 重戰車（中嶋悟子）
- 鄰座的怪同學（女學生A）

2013年
- 我的朋友很少NEXT（楠幸村）
- 南家三姊妹 我回來了（女學生）
- LoveLive!（文子）
- 惡之華
- 科學超電磁砲S（警備機器人）
- 星光少女 Rainbow Live（上善寺愛）
- 穿透幻影的太陽（東山夢）
- 現視研 第二代（荻上千佳）
- Super Seisyun Brothers -超青春姐弟s-（新本千子）
- 蒼藍鋼鐵戰艦（伊402）

2014年
- Wake Up, Girls!（鈴木萌歌）
- 惡魔的謎語（寒河江冬香）
- 地球隊長（愛）
- LoveLive!第二季（文子）
- Pripara（北條宇、凪紗）
- 半熟偶像（春音初）
- 晨曦公主（藍、蘇芳〈幼少期〉、風之部族、小孩）
- 大圖書館的牧羊人（御園千莉）

2015年
- 絕對雙刃（茱莉·西格圖納）
- 偶像大師 灰姑娘女孩（城崎莉嘉）
- 空戰魔導士培訓生的教官（美空·惠特兒）
- 受讚頌者 虛偽的假面（鵟）

2016年
- Schwarzesmarken（愛麗絲蒂娜·伯恩哈德）
- 蒼之彼方的四重奏（有坂真白）
- 魔法少女？Naria☆Girls（做作魔獸）
- 聖潔天使（馬尤卡·佐奈木）

2017年
- 時間飛船24（瑪莉娜）
- 學園少女突襲者 Animation Channel（東雲龍子）
- 偶像事變（闇†林檎大人[4]）
- 櫻花任務（榎木朔美）
- 跳水男孩（西川恭子）
- 調教咖啡廳（店員）
- 血界戰線 & BEYOND（イム・ミヨン）
- 如果有妹妹就好了。（羽島千尋[5]、千·米德菲爾德）
- Wake Up, Girls! 新章（鈴木萌歌）

2018年
- 搖曳露營△（各務原靜花）
- 千銃士（街上的女性）

2019年
- 為什麼老師會在這裡！？（立花千鶴[6]）
- 星光王子 KING OF PRISM -Shiny Seven Stars-（香賀美大空）
- 碧藍航線（大黃蜂）
- 入間同學入魔了！（亞月、星野凜、萊姆、亞斯塔祿・斯摩克）

2020年
- 試證明理科生已墜入情網。（女高中生）
- 催眠麥克風（碧棺合歡）

2021年
- 演劇偶像（淺蔥晃）
- 搖曳露營△ SEASON2（各務原靜花）
- 結城友奈是勇者 啾嚕！（古波藏棗）
- 入間同學入魔了！（第2期）（亞斯塔祿·斯摩克、亞月、碧歐蕾、男孩、金髮男孩、星野凜）
- 精靈幻想記（嵯峨·加代子）

2022年
- 受讚頌者 二人的白皇（鵟[7]）
- 入間同學入魔了！（第3期）（萊姆、亞月、亞斯塔祿·斯摩克）

2023年
- 蠟筆小新（クミ[8]）

2025年
- 受到猩猩之神庇佑的大小姐受到王立騎士團寵愛（卡莉莎[9]）

### OVA
2012年
- 神圣骑士（坂本晶）
- 我的朋友很少（楠幸村）※小说第7卷特装版附赠

2015年
- 晨曦公主（藍）

2016年
- 黑色五葉草（亞露露）※試作版、第11卷漫畫附OAD

2021年
- Alice in Deadly School（紅島弓矢）

### 劇場版動畫
2011年
- UN-GO episode：0 因果論（海勝梨江）

2014年
- Wake Up, Girls! 七位偶像（鈴木萌歌）

2015年
- 劇場版 蒼藍鋼鐵戰艦 DC（伊402）
- 少女與戰車 劇場版（中嶋）

2017年
- 少女與戰車 最終章（第1話）（中嶋、操作員）

2019年
- 少女與戰車 最終章（第2話）（中嶋）

2021年
- 少女與戰車 最終章（第3話）（中嶋）

2023年
- 少女與戰車 最終章（第4話）（中嶋）

2025年
- 電影版『催眠麥克風 -Division Rap Battle-』（碧棺合歡[10]）
- 少女與戰車 更加相親相愛作戰！（中嶋[11]）

### 網路動畫
2018年
- 約定的七夜祭（瀨之澤志織）

### 遊戲
2012年
- 偶像大師 灰姑娘女孩（城崎莉嘉）

2014年
- Wake Up, Girls! 舞台天使（鈴木萌歌）
- V.D.-Vanishment Day-（名取千春）
- 少女與戰車 戰車道的極致！（中嶋〈中嶋悟子〉[12]）
- 蒼之彼方的四重奏（有坂真白）

2015年
- 大圖書館的牧羊人 -Library Party-（御園千莉）
- 巴哈姆特之怒（辛希亞）
- 神刻之娘
- 在地神明
- Nitro+ Blasterz -Heroines Infinite Duel-（愛爾希亞）
- 偶像大師 灰姑娘女孩 星光舞台（城崎莉嘉）
- 傳頌之物 虛偽的假面（鵟）

2016年
- 傳頌之物 兩人的白皇（鵟）
- 偶像大師 灰姑娘女孩 鑑賞革命（城崎莉嘉）
- 偶像事變（闇†林檎大人）
- 遙遠的未來（梅爾緹娜[13]）
- 伊蘇VIII 丹娜的隕涕日（莉歌塔·貝爾戴因）

2017年
- 雙星之陰陽師（生野蘭）
- 結城友奈是勇者 花結的閃耀（古波藏棗[14]）
- 超級機器人大戰V（奈茵 / 99系統）

2018年
- 王之逆襲（卡菈[15]）

2019年
- 明日方舟（艾絲黛兒）

2021年
- 賽馬娘 Pretty Derby（雪之美人[16]）
- 審判之逝：湮滅的記憶（葉加瀨 響子）
- 白夜極光（愛洛拉）

2022年
- 崩壞3rd（帕朵菲利斯）

2023年
- 重返未來：1999（星銻）
- 忍者必須死 全球版（優子）

### 廣播劇
- 暗殺教室（潮田渚）

### 廣播劇CD
- 藍&那月&翔（咖啡店店員）
- 空戰魔導士培訓生的教官（美空·惠特兒）
- 修羅場戀人！（女學生1）

2016年
- 如果有妹妹就好了。（羽島千尋）

2017年
- 今天開始靠蘿莉吃軟飯！（園原麻耶）

## 外部連結
- VIMS -ヴィムス- （页面存档备份，存于），事務所的介紹簡頁。（日語）
- 山本希望ブログ＊のぞみ観察＊ （页面存档备份，存于），網誌。（日語）
- 山本希望的X（前Twitter）（日語）